# Lady Grinning Soul
Lady Grinning Soul è un brano musicale scritto dall'artista inglese David Bowie, ultima traccia dell'album Aladdin Sane del 1973.

## Il brano
La traccia che chiude Aladdin Sane è un omaggio alla cantante soul americana Claudia Lennear, già ispiratrice due anni prima di Brown Sugar dei Rolling Stones, un'intensa canzone d'amore latina con influenze europee evidenti soprattutto nel break in stile flamenco eseguito dalla chitarra di Mick Ronson e nel pianoforte di Mike Garson. «Il pianoforte aveva un carattere molto romantico», ricordò in seguito quest'ultimo, «un approccio da fine ottocento, tipo Chopin o Liszt». Dal canto suo David Bowie ha dichiarato nel 2008: «Il piano di Mike Garson si apre con la più ridicola e azzeccata ricreazione di un numero da music hall "esotica" del XIX secolo. Riesco a vedere il "quadro vivente" come attraverso un bar pieno di fumo. Ventilatori, nacchere, un sacco di pizzo nero spagnolo e poco altro».
Il sassofono di Bowie e la performance vocale sommessa e profonda, secondo Ben Gerson di Rolling Stone «la più espansiva e sincera dell'album», chiudono la successione di immagini violente e paranoiche di Aladdin Sane con una diffusa atmosfera di serenità e abbandono dei sensi, definita dal biografo James Perone «il perfetto connubio di testo, musica, arrangiamento e performance».

## Formazione
- David Bowie - voce, sassofono
- Mick Ronson - chitarra
- Trevor Bolder - basso
- Mick Woodmansey - batteria
- Mike Garson - pianoforte

## Pubblicazioni
Lady Grinning Soul è stata pubblicata diverse volte su 45 giri, sempre come lato B: nel 1973 di Let's Spend the Night Together e dell'edizione spagnola di Sorrow, l'anno successivo della versione americana di Rebel Rebel e di quella giapponese di 1984.
Nel 2010 è stata usata nel film The Runaways, anche se non è presente nella colonna sonora.

## Cover
Tra gli artisti che hanno pubblicato una cover di Lady Grinning Soul:
- Ulf Lundell in Sweethearts del 1984, in una versione in lingua svedese dal titolo Elden
- Paul Roberts in Faith? del 1999
- la violinista Lucia Micarelli in Music From a Farther Room del 2004
- Angela McCluskey in The Things We Do del 2004 (edizione limitata)
- i Der 'n Rat in Hero - The MainMan Records Tribute to David Bowie del 2007
- Bob "Derwood" Andrews in Cover Yer Arse del 2010
- Los Fantasticos in Ziggy Played Surf Guitar del 2011
- Federica Zammarchi in Jazz Oddity del 2011
- Camille O'Sullivan in Changeling del 2012
- Anna Calvi nell'EP Strange Weather del 2014